# نوساته
نوسات (به ایتالیایی: Nosate) یک کومونه در ایتالیا است که در استان میلان واقع شده‌است. نوسات ۵٫۰ کیلومتر مربع مساحت و ۶۴۹ نفر جمعیت دارد.